# Ihar Makarau
Ihar Makarau (n. 20 iulie 1979, Kimry, RSFS Rusă, URSS) este un judocan ce a reprezentat Belarus, medaliat olimpic. A participat la 2 ediții ale Jocurilor Olimpice (2004, 2012) în care a câștigat o medalie de aur.